# Prínia selvàtica
La prínia selvàtica o prínia de la selva (Prinia sylvatica) és una espècie d'ocell passeriforme del gènere prinia que pertany a la família Cisticolidae pròpia del sur de Asia.

## Descripció

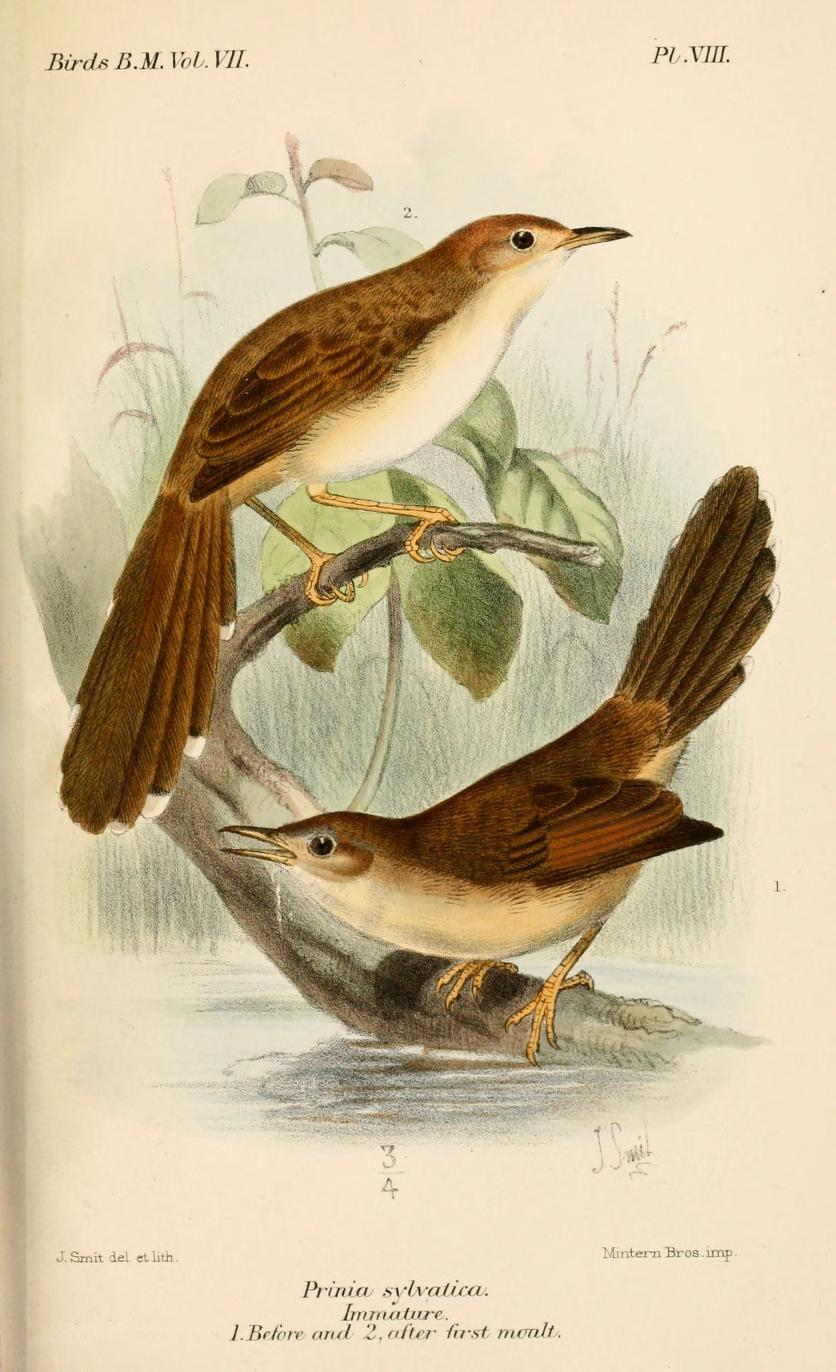
Joves de prínia selvàtica, abans i després de la primera muda. Catàleg d'ocells del Museu Britànic. Volum 7 (1883). Dibuix de Joseph Smit

Fa uns 15 cm de longitud, té ales curtes arrodonides, la cua força llarga, cames fortes i el bec curt de color negre. En plomatge reproductiu, els adults són de color gris-marró a la part superior, una cella superciliar curta de color blanc i el bisbe marró més càlid. Té franges vermelles a les ales i la cua vorejada de blanc. Les parts inferiors són de color blanquinós. Tots dos sexes són idèntics, excepte que el mascle té el bec més negre la temporada de cria.
A l'hivern, les parts superiors són de color marró càlid, i les parts inferiors més brillants. La cua és més llarga que a l'estiu. La subespècie endèmica de Sri Lanka, P. s. valida durant tot l'any conserva el plomatge d'estiu, incloent-hi la cua més curta, no té supraciliar i no té blanc a la cua.

## Comportament
Igual que la majoria dels cisticòlids, la prínia selvàtica és insectívora. Construeix el niu en un arbust o en herbes altes on la femella pon entre 3 i 5 ous. El cant és un repetitiu pit-pretty, pit-pretty, pit-pretty.

## Subespècies
Es reconeixen cinc subespècies:
- P. s. gangetica (Blyth, 1867)– al nord de l'Índia, Nepal, Bhutan i Bangla Desh;
- P. s. insignis (Hume, 1872)– al nord-oest de l'Índia;
- P. s. mahendrae Koelz, 1939– a l'est de l'Índia;
- P. s. sylvatica Jerdon, 1840– al centre i sud de l'Índia;
- P. s. valida (Blyth, 1851)– a Sri Lanka.